# Diessenhofen
Diessenhofen (toponimo tedesco) è un comune svizzero di 3 767 abitanti del Canton Turgovia, nel distretto di Frauenfeld; ha lo status di città. Dal 2020 il borgo, grazie alla sua particolare bellezza architettonica, la sua storia e la posizione privilegiata in cui si trova è entrato a far parte dell'associazione "I borghi più belli della Svizzera".

## Storia
Nel 2000 ha inglobato il comune soppresso di Willisdorf. Fino al 2010 è stato capoluogo del distretto di Diessenhofen, accorpato a quello di Frauenfeld il 1º gennaio 2011.

## Società

### Evoluzione demografica
L'evoluzione demografica è riportata nella seguente tabella:
Abitanti censiti

## Amministrazione
Ogni famiglia originaria del luogo fa parte del cosiddetto comune patriziale e ha la responsabilità della manutenzione di ogni bene ricadente all'interno dei confini del comune.

## Infrastrutture e trasporti
Diessenhofen è servito dall'omonima stazione sulla ferrovia Sciaffusa-Rorschach.